# 40M Nimród
Pour les articles homonymes, voir Nimrod (homonymie).

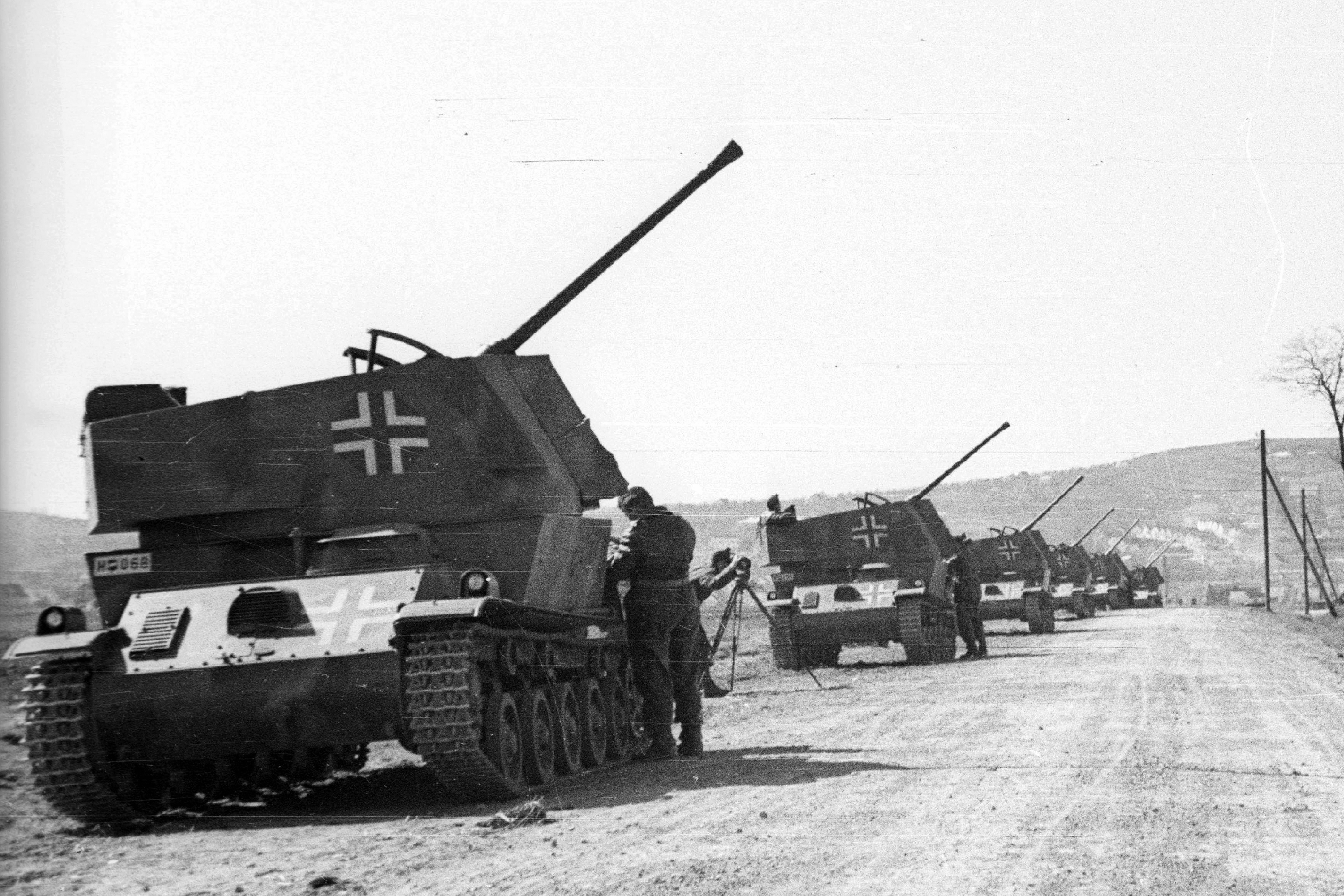
Batterie de Nimród en position de combat près de Zsámbék.

Le 40M Nimród est un blindé antiaérien hongrois de la Seconde Guerre mondiale. Il est également été employé dans l'armée hongroise en tant que chasseur de chars au début du conflit puis contre des véhicules légers.
Basé sur le L-62 Anti II (en) suédois à laquelle la Hongrie a acheté la licence, il est équipé d'un canon Bofors L/60 de 40 mm, également produit sous licence.
Il se distingue à de nombreuses reprises en abattant de nombreux avions soviétiques, y compris les IL-2, pourtant reconnus pour leur blindage.